# Andreas Cornelius (historicus)
Andreas Cornelius (Stavoren, ? – Harlingen, 1589) was een Friese organist en de auteur of bewerker van een Friese kroniek. 
De Nederlandstalige kroniek is geschreven omstreeks 1575. Hij werd in 1597 te Leeuwarden gepubliceerd onder de titel Croniicke ende warachtige Beschryvinghe van Vrieslant. In het voorwoord beweert Cornelius dat hij zich baseert op de Latijnse kroniek van Ocko van Scharl uit de tiende eeuw, die vier eeuwen later zou zijn vertaald in het Fries en aangevuld door Johannes Vlietarp. Niets wijst erop dat deze beide schrijvers werkelijk hebben bestaan. Vlietarp zou volgens de kroniek kort na 1300 secretaris van de potestaat Hessel Martena zijn geweest. Ook deze persoon is fictief .
De mythen rond de kroniek werden onderbouwd door de landshistoricus Suffridus Petrus in zijn overzicht van alle Friese geleerden uit het verleden (De scriptoribus Frisiae decades XVI et semis, Keulen 1593).  
Het werk werd al door de Groningse geleerde en tijdgenoot Ubbo Emmius als volkomen onbetrouwbaar van de hand gewezen, maar gold in Friesland lange tijd als authentiek. Predikant Adam Westerman te Stavoren gebruikte Cornelius' tekst in zijn korte historie van Stavoren uit 1611. Pier Winsemius baseerde de oudste gedeelten van zijn Chronique, ofte: Historische geschiedenisse van Vrieslant uit 1622 eveneens grotendeels op het werk van Cornelius, Ook Christianus Schotanus nam veel fantasierijke verhalen over in zijn De Geschiedenissen kerckelyck ende wereldtlyck van Friesland uit 1658. De auteur van It aade Friesche Terp uit 1677 (vermoedelijk Johannes Hilaridus) publicerde uittreksels uit de tekst, die veelvuldig werden herdrukt. De oorspronkelijke kroniek werd herdrukt in 1742 en 1753. De fictieve verhalen over de vroegste Friese geschiedenis werden tot halverwege de negentiende eeuw regelmatig opgedist. Ze inspireerden ook de auteur van het Oera Linda Boek.  
Over Cornelius is verder weinig bekend. Een zekere Andries Cornelys werd in 1562 burger van Sneek, maar of het om de historieschrijver gaat is onbekend.
De historicus Edzo H. Waterbolk vermoedt dat de kroniek in werkelijkheid is samengesteld door de geleerde raadsheer Joachim Hoppers, die in 1576 aan het hof van koning Filips II overleed, of door een andere Friese humanist uit de kringen rond Viglius van Aytta, een van de belangrijkste adviseurs van de koning. Het fictieve materiaal in de kroniek speelde volgens Waterbolk een belangrijke rol in het onderbouwen van de aanspraken van de Friese adel op het landsbestuur. Vooral enkele koningsgezinde en katholiek gebleven families komen in de kroniek uitvoerig aan bod. Hoppers ontwierp verder een kaart van Friesland in de Romeinse tijd. Deze werd opgenomen als inzetkaart in Sibrandus Leo's  bekende kaart Frisia Occidentalis, uitgegeven door Abraham Ortelius in 1579. Details van de kaart ondersteunen de tekst van Andres Cornelius.
De kroniek beslaat de periode tot 1565. Het oudste handschrift dateert uit 1578, twee jaar na Hoppers' overlijden. De tekst was al wijd verbreid voordat hij in druk verscheen. Zowel Suffridus Petrus (1590, 1593) als Ubbo Emmius (1596) citeren er uitvoerig uit.